# Mount Harcourt
Mount Harcourt är ett berg i Antarktis. Det ligger i Östantarktis. Nya Zeeland gör anspråk på området. Toppen på Mount Harcourt är 1 535 meter över havet.
Berget upptäcktes i samband med Nimrodexpeditionen (1907–1909) under ledning av Ernest Shackleton.